# Rat i mir (1967.)
Rat i mir (rus. Война и мир; latinično Vojna i mir) je ruski epski povijesni film iz 1967. koji je snimljena po slavnom romanu „Rat i mir“ kojeg je napisao Lav Tolstoj. Film je režirao Sergej Bondarčuk, koji glumi i jednog od glavnih likova. Radnja se vrti oko nekoliko likova u Rusiji, kojih sve povezuje da su zaljubljeni u djevojku Natašu, tijekom 19. stoljeća, kada je Napoleon započeo invaziju na tu zemlju. Film traje čak 8 sati te je sniman preko pet godina, ali je stekao velike pohvale kritičara.

## Radnja
Rusija, 1805. Smušeni, introvertirani Pierre Bezukhov je vanbračni sin bogatog grofa. Kada čuje da ovaj umire, Pierre se zaputi da bude u njegovoj blizini. Grof umre i na iznenađenje svih, sav imetak ostavlja Pierreu te ga prizna kao svojeg sina, što ovog jako zbuni. Pierre se oženi za Elene, iako nije bio zaljubljen u nju, te stalno počinje slušati glasine da ga ona vara. Kada čak i njenog navodnog ljubavnika izazova na dvoboj, Pierre se odluči da sve to nije vrijedno toga te se razvede od nje. Istodobno, Andrej Bolkonski, sin umirovljenog ratnog zapovjednika, se dosađuje u svojem bračnom životu pa napušta svoju suprugu Lisu te se prijavljuje u vojsku kako bi se pod vodstvom Kutuzova borio kod Austerlitza protiv Napoleonove vojske. Njegov otac je oduševljen, dok je njegova sestra Marija žalosna. Tu je i moskovska obitelj Rostov u kojoj se nalazi i vesela djevojka Nataša. Andrej biva ranjen na bojnom polju, ali se ipak vrati natrag. Kada njegova supruga Lise umre pri porodu, to ga jako pogodi te zažali što nije ostao uz nju. 
Na jednoj velikoj zabavi, Andrej pozove Natašu na ples i ona se zaljubi u njega. On ju zaprosi ali ju i zamoli da čeka godinu dana dok se ne vjenčaju za slučaj da se predomisli, što ju jako razočara. Vrijeme prolazi i Nataša je i dalje zaljubljena u njega, ali joj se ne da tako dugo čekati, dok je istodobno i Pierre zaljubljen u nju ali se ne usudi ništa reći. No na jednoj kazališnoj predstavi Nataša upozna ženskara Anatola te se zaljubi u njega. On je čovjek sumnjiva morala i upitne reputacije, ali joj ipak obeća brak. Ona svoju tajnu prizna Sonji, no ova to proslijedi Pierreu koji otjera Anatola. Nataša shvati da je pogriješila u trenutku zaluđenosti, ali prekasno; Andrej prekine zaruke s njom.
1812. Napoleonova vojska napada Rusiju. Pierre promatra bitku kod Borodina, u kojoj Francuzi pobijede. Ruska se vojska odluči povući i napustiti Moskvu. Među ljudima koji napuštaju grad je i Nataša i njena obitelj, dok Pierre odluči ostati i izvršiti atentat na Napoleona. Biva uhvaćen i stavljen u zatvor, dok Moskva izgori u plamenu. Kada se Napoleonova vojska počne povlačiti, povedu hrpu ruskih zarobljenika, među njima i Pierrea. No njega oslobodi ruska vojska. Andrej je ranjen tijekom invazije i umre u krevetu dok ga je njegovala Nataša. Pierre na kraju biva ujedinjen ponovno s Natašom te se oženi za nju.

## Glumci
- Sergej Bondarčuk - Pierre Bezukhov
- Ljudmila Saveljeva - Natalie „Nataša“ Rostov
- Vjačeslav Tikhonov - Andrej Bolkonski
- Irina Gubanova - Sonja
- Vladislav Strzhelchik - Napoleon Bonaparte

## Uvod
Nakon što je 1956. američka verzija romana „Rat i mir“, koju je režirao King Vidor, postigla značajan uspjeh, SSSR je odlučio i sam ekranizirati Tolstojev roman ne štedeći truda i uloga. Mosfilm je 1961. započeo s predprodukcijom, Sergej Bondarčuk je angažiran kao redatelj i jedan od glumaca, a 1963. je započelo snimanje nakon dugotrajnih priprema. Pošto je u američkoj verziji Audrey Hepburn već ostavila znatan otisak u oblikovanju izgleda Nataše, Bondarčuk je za glavnu žensku ulogu izabrao glumicu Ljudmilu Saveljevu, koja je nalikovala na nju.
Prema Guinessovoj knjizi rekorda, sekvenca bitke za Borodino je uključivala preko 100.000 statista, čime je postala jedna od najvećih ratnih scena ikada snimljenih. Mnogi muzeji iz Sovjetskog saveza su filmu ustupili kostime iz 19. stoljeća. „Rat i mir“ je jedan od prvih ruskih filmova snimljenih u formatu 70 mm. Pošto se htjelo ostati što vjernije knjizi, film je na kraju završen 1966. s trajanjem od 484 minuta, odnosno 8 sati. U Sovjetskom Savezu je prikazan u 4 dijela, a u SAD-u je skraćen za više od sat vremena i prikazan u kinima u dva dijela; sinkroniziran je na engleski jezik, a dodan je i pripovjedač kako bi se objasnili neki detalji.
Budžet filma iznosio je 100 milijuna ondašnjih američkih dolara. Prilagođeno po inflaciji, film bi danas koštao 700 milijuna dolara, te je tako najskuplji film svih vremena. S trajanjem od 8 sati, „Rat i mir“ je istodobno i jedan od najdužih filmova svih vremena. Također drži rekord kao drugi film s najviše statista na ekranu (navodno preko 100.000 u scenama Napoleonovih osvajanja), iza Attenboroughova epa „Gandhi“. 

## Nagrade
- Osvojen Oscar (najbolji strani film).
- Osvojen Zlatni globus (najbolji strani film).
- Nominacija za nagradu BAFTA (najbolja scenografija)
- Osvojena Nagrada Udruge Filmskih Kritičara New Yorka (najbolji strani film)

## Kritike
Većina kritičara je hvalila „Rat i mir“ zbog grandioznosti i emotivnosti, pokušaj da ostane što vjerniji knjizi i bude drugačiji od Hollywooda, dok je samo mali broj prigovarao da je cjelina preduga i tanka. U svojoj recenziji Roger Ebert je filmu dao ocjenu 4/4: 
„…Ruska verzija „Rata i mira“ je veličanstveno jedinstven film. Novac nije sve, no ep se ne može snimiti bez njega. A „Rat i mir“ je prijelomni ep za sva vremena. Teško je zamisliti da će se ikada opet naći takve okolnosti koje će stvoriti spektakularniji, skuplji i – da – bolji film… Nikada, nikada nećete opet vidjeti nešto ravno ovom filmu. Doista, zbog potrebe da se film emitira po dva segmenta po tri sata, možda ga čak niti nikada nećete vidjeti… Lako je hvaliti redatelja Sergeja Bondarčuka zbog snažnih borbenih scena, ili delikatnih plesnih scena, ili kvalitete njegovih glumaca. Ali to se gotovo i očekivalo. Ono što je iznimno u ovom filmu jest da je Bondarčuk uspio uzeti ogroman komad Tolstojevog romana i nekako ga transformirati u ovaj veliki komad filma bez da izgubi kontrolu u procesu… Nemoguće je ne usporediti „Rat i mir“ s dramom „Zameo ih vjetar“. Oni su, pretpostavljam, dvoje najvećih epskih filmova u povijesti. Oboje obrađuju najvažnije ratove u iskustvu njihovih zemalja. Oboje se koncentriraju na junake veće od života. Oboje su veličanstveni i romantični. Ali da budem iskren, mislim da je „Rat i mir“ veći film. Iako je vulgaran na način na koji svi epovi moraju biti vulgarni (jer stavljaju vrijednost na broj masovnih produkcijskih skala), „Rat i mir“ je inteligentniji, ukusniji i upotpunjeniji od „Zameo ih vjetar“…Usprkos svojoj dužini, film nije predug. Kada sam prisustvovao njegovoj premijeri u New Yorku, očekivao sam da će mi biti dosadno. No bio sam potpuno uvučen u priču; dvije polovice su mi se učinile kraćim od mnogih 90-minutnih filmova“.
Michael Atkinson je također bio zadovoljan: 
„Bondarčukovo 7-satno filmsko čudovište je i dalje najveći, najveličanstveniji film ikada snimljen… Osjećaju se iskre Ophulusa i Eisensteina u smislu da se jedna cijela republika dala na raspolaganje snimanja filma. Po prvi i vjerojatno posljednji put, autentični razmjer pravog bojnog polja je postao instrument kinematografijske sile“, a Doug Pratt je napisao: „Razmjer produkcije nas podsjeća na Jacksonovu triologiju „Gospodar prstenova“. Kao cjelina, film je istodobno i veličanstven i iscrpljujuć, ali svaki dio je tako intrigantan za sebe… Kao da u ovom djelu nema četiri, nego sto filmova u jednom“.

## Vanjske poveznice
- Rat i mir u internetskoj bazi filmova IMDb-a
- Rat i mir na Rottentomatoes
- Film na DVD-u  Arhivirana inačica izvorne stranice od 1. siječnja 2007. (Wayback Machine)
- Biografija redatelja Sergeja Bondarčuka
- Esej o filmu